# Porta d’Europa
Die Porta d’Europa (Katalanisch für ‚Europa-Tor‘), auch Pont Porta d’Europa (‚Europa-Tor-Brücke‘) genannt, ist eine Klappbrücke im Hafen von Barcelona in der spanischen autonomen Gemeinschaft Katalonien.
Sie wurde notwendig, als Ende der 1990 der Hafen modernisiert und eine neue, direkte Einfahrt zum viel frequentierten Port Franc gebaut wurde, in dem die Fähr- und Rundfahrtschiffe anlegen. Der südlich dieser Einfahrt gelegene Wellenbrecher mit den Kreuzfahrtterminals auf dem Moll Adossat genannten Kai wurde dadurch zu einer Insel und musste durch eine Brücke mit dem Land verbunden werden.
Die von Juan José Arenas entworfene und nach einjähriger Bauzeit im Juli 2000 fertiggestellte Pont Porta d’Europa führt eine zweispurige Straße mit beidseitigen Gehwegen über die Durchfahrt zwischen dem Moll Ponent und dem Moll Adossat. Sie hat lange Rampenbrücken, um auf die Durchfahrtshöhe von 22 m für kleinere Schiffe zu kommen, für die die Klappbrücke nicht geöffnet werden muss.
Die eigentliche Klappbrücke ist 143,4 m lang und hat eine Spannweite von Drehgelenk zu Drehgelenk von 109 m. Dies ist die längste Spannweite aller Klappbrücken weltweit. Die Fahrbahn führt über ihre beiden 54,5 m langen Klappen und die 14 m langen Gegengewichte, die eine einheitliche 68,5 m lange stählerne Konstruktion in der Art einer Schrägseilbrücke bilden. Bei der Öffnung versinkt das Gegengewicht mit der darauf befindlichen Fahrbahn in den hohlen Stahlbetonpfeilern, was bei der Durchfahrtshöhe von 22 m problemlos ist. Die beiden Stahlkonstruktionen wurden von einem Schwimmkran eingehoben. Die lichte Weite zwischen den Pfeilern beträgt 100,4 m, da diese aber von großen Schiffsabweisern geschützt werden, ist die Durchfahrt zwischen ihnen nur 94,4 m breit.
Die Rampenbrücken sind durchlaufende Spannbetonbrücken, deren letztes Feld vor der Klappbrücke aus statischen Gründen einen V-förmigen Pfeiler hat.